# Drukqs
| Совокупная оценка             | Совокупная оценка |
| Источник                      | Оценка            |
| ----------------------------- | ----------------- |
| Metacritic                    | 66/100            |
| Оценки критиков               |                   |
| Источник                      | Оценка            |
| AllMusic                      | [ 8 ]             |
| Alternative Press             | 8/10              |
| The Guardian                  | [ 10 ]            |
| Los Angeles Times             | [ 11 ]            |
| NME                           | 9/10              |
| Pitchfork                     | 5.5/10            |
| Q                             | [ 13 ]            |
| Rolling Stone                 | [ 5 ]             |
| The Rolling Stone Album Guide | [ 14 ]            |
| Spin                          | 5/10              |

Drukqs (стилизованный как drukQs) — пятый студийный альбом британского музыканта в жанре электронной музыки Ричарда Д. Джеймса под псевдонимом Aphex Twin, выпущенный в 2001 году британским лейблом Warp Records. Это двойной альбом, в котором чередуются композиции с тщательно запрограммированными ритмами в стиле драм-н-бейса и с автоматическим управлением классическими фортепианными вставками. В нём представлена фортепианная композиция «Avril 14th», одна из самых известных записей Джеймса.
Drukqs получил смешанные отзывы, многие критики прочитали, что альбом уступает его более ранним работам. Альбом достиг 22-го места в UK Albums Chart.

## Предыстория
Джеймс решил выпустить Drukqs в первую очередь, чтобы обойти потенциальную утечку после того, как он случайно оставил свой MP3-плеер, содержащий 180 его неизданных треков, в самолёте во время поездки в Шотландию с соучредителем Rephlex Records Грантом Уилсоном-Клариджем: «я подумал: „рано или поздно они, сука, появятся в интернете, поэтому я выпущу альбом раньше“». Он намеревался, что это будет его последний релиз в рамках его контрактного обязательства перед Warp Records. О двухдисковом формате альбома Джеймс сказал следующее: «сейчас я слушаю музыку так: покупаю CD, вставляю его в компьютер и просто беру нужные мне треки. Я надеюсь, что люди сделают то же самое с этим CD».
Многие названия треков написаны на корнском языке, либо являются кодированными названиями. Джеймс заявил, что название не имеет отношения к наркотикам и является «просто словом, которое [он] придумал»; он также добавил: «я никогда не хотел раздувать тему каких-либо наркотиков, потому что я не считаю, что они этого заслуживают».

## Музыка
Drukqs содержит треки, датируемые «семью или восемью годами», со слов Джеймса, хотя бо́льшая часть альбома была относительно новой. Лонгплей представляет собой двойной альбом, включающий примерно два стиля: быстрые, тщательно запрограммированные треки с использованием преувеличенных брейкбитами драм-н-бейса и классические фортепианные отрывки, сделанные с использованием инструментов с компьютерным управлением, таких как модифицированный дисклавир от Yamaha и несколько MIDI-контролеров, барабанные механизмы на основе соленоидов, изготовленные самим Джеймсом. Кеймаг описал его как «беспокойно переключающийся со своего самого кислотного дрилл-н-бейса на невероятно щедро подготовленные фортепианные вставки, вдохновлённые Джоном Кейджем». В NME отметили, что альбом проходит через техно, драм-н-бейс и рейв начала 90-х, в то время как фортепианные интерлюдии сравнивались с работой Эрика Сати. В Pitchfork также отметили «несколько чисто электроакустических экскурсий».
Джеймс сказал, что «многие [треки] звучат довольно старомодно, я считаю. Я записал множество треков, которые действительно новы по стилю и которые не похожи ни на что другое, но я не хотел выпускать эти треки». Признавая сходство со своими прошлыми записями, Джеймс сказал, что «раньше я не делал что-то настолько детально». О сложном программировании ударных в альбоме он сказал следующее: «это очень похоже на гитарные соло, только с программированием вы должны использовать свой мозг. Самое главное, чтобы это оказало на меня какое-то эмоциональное воздействие, а не просто: „о, это действительно умно“».
В 2015 году Джеймс выпустил миньон Computer Controlled Acoustic Instruments pt2, содержащий дополнительные инструментальные треки с компьютерным управлением, в качестве продолжения Drukqs.

## Список композиций
Все композиции написаны и спродюсированы Ричардом Джеймсом.
| №                   | Название                                       | Длительность |
| ------------------- | ---------------------------------------------- | ------------ |
| 1.                  | «Jynweythek» (also known as "Jynweythek Ylow") | 2:14         |
| 2.                  | «Vordhosbn»                                    | 4:42         |
| 3.                  | «Kladfvgbung Micshk»                           | 2:00         |
| 4.                  | «Omgyjya-Switch7»                              | 4:46         |
| 5.                  | «Strotha Tynhe»                                | 2:03         |
| 6.                  | «Gwely Mernans»                                | 5:00         |
| 7.                  | «Bbydhyonchord»                                | 2:21         |
| 8.                  | «Cock/Ver10»                                   | 5:17         |
| 9.                  | «Avril 14th»                                   | 2:05         |
| 10.                 | «Mt Saint Michel + Saint Michaels Mount»       | 8:02         |
| 11.                 | «Gwarek2»                                      | 6:38         |
| 12.                 | «Orban Eq Trx 4»                               | 1:27         |
| 13.                 | «Aussois»                                      | 0:07         |
| 14.                 | «Hy a Scullyas Lyf Adhagrow»                   | 2:10         |
| 15.                 | «Kesson Daslef»                                | 1:18         |
| 16.                 | «54 Cymru Beats»                               | 5:59         |
| 17.                 | «Btoum-Roumada»                                | 1:56         |
| 18.                 | «Lornaderek»                                   | 0:30         |
| 19.                 | «QKThr» (also known as "Penty Harmonium")      | 1:27         |
| 20.                 | «Meltphace 6»                                  | 6:14         |
| 21.                 | «Bit 4»                                        | 0:18         |
| 22.                 | «Prep Gwarlek 3b»                              | 1:13         |
| 23.                 | «Father»                                       | 0:51         |
| 24.                 | «Taking Control»                               | 7:08         |
| 25.                 | «Petiatil Cx Htdui»                            | 2:05         |
| 26.                 | «Ruglen Holon»                                 | 1:45         |
| 27.                 | «Afx237 v.7»                                   | 4:15         |
| 28.                 | «Ziggomatic 17»                                | 8:28         |
| 29.                 | «Beskhu3epnm»                                  | 1:58         |
| 30.                 | «Nanou2»                                       | 3:22         |
| Общая длительность: | Общая длительность:                            | 100:37       |

Эксклюзивные треки с сайта aphextwin.warp.net.
| №   | Название                                                             | Длительность |
| --- | -------------------------------------------------------------------- | ------------ |
| 31. | «dRuQks Prepared uN 1»                                               | 3:01         |
| 32. | «avril 14th half speed alternative version [re-recorded 2009 Nagra]» | 5:07         |
| 33. | «avril 14th reversed music not audio [re-recorded 2009 Nagra]»       | 2:12         |
| 34. | «Mangle 11»                                                          | 5:55         |

## Участники записи
Aphex Twin
- Ричард Джеймс — фортепиано, синтезаторы, драм-машины, продюсирование.

###### Дизайнерский персонал
- Ричард Джеймс — дизайн, обложка.

## Позиции в чартах
| Чарт (2001)                             | Высшая позиция |
| --------------------------------------- | -------------- |
| Австралия (ARIA)                        | 87             |
| Франция (SNEP)                          | 43             |
| Ирландия (IRMA)                         | 14             |
| Норвегия (VG-lista)                     | 36             |
| Швеция (Sverigetopplistan)              | 47             |
| Великобритания (UK Albums Chart)        | 22             |
| США (Billboard 200)                     | 154            |
| США (Billboard Dance/Electronic Albums) | 6              |

## Сертификации
| Регион                                                                      | Сертификация | Продажи |
| --------------------------------------------------------------------------- | ------------ | ------- |
| Великобритания (BPI)                                                        | Серебряный   | 60 000  |
| Данные о продажах + прослушиваниях приведены только на основе сертификации. |              |         |

### Комментарии
1. ↑  Например, песня «Jynweythek» — англ. «Машина».
2. ↑  Слово «drukqs» созвучно со словом «drugs» — англ. наркотики.
3. ↑  «dRuQks Prepared uN 1» записывался в банке с первым ди́склавиром Ричарда в отделанной деревянными панелями комнате, которая раньше была офисом управляющих банка[21]